# اندیس دولومیت چشمه علی
دولومیت چشمه علی یک اندیس غیرفلزی است که در  استان قزوین قرار دارد و مادهٔ معدنی موجود در آن، دولومیت است.سنگ میزبان این اندیس آهک الیکا است و دیرینگی آن به دوران تریاس می‌رسد. در این اندیس، پاراژنز‌های آهک یافت می‌شوند.